# Plague
Plague (Nederlandse titel: Plaag) is een sciencefictionboek voor jongvolwassenen geschreven door auteur Michael Grant. Het is het vierde deel in de zesdelige boekenserie Gone. Het boek werd gepubliceerd op 5 april 2011 in het Engels en op 15 september 2011 in Nederland. 

## Verhaal
Het verhaal speelt zich af enkele maanden na de gebeurtenissen in het derde deel (Lies / Leugens). De FAKZ (Fall Out Alley Kinder Zone) wordt geteisterd door nieuwe bedreigingen die de overlevingskansen van de jongeren verder onder druk zetten. Terwijl voedseltekorten en onderlinge spanningen blijven escaleren, verspreidt zich een dodelijke griepepidemie door Perdido Beach.

## Vervolg
Het vervolg op Plague zou aanvankelijk Darkness (Duisternis) gaan heten, maar de titel werd veranderd in Fear (Angst). Dit vijfde deel verscheen in het Nederlands in september 2012. Het laatste deel verscheen in 2013.